# Spigelia hedyotidea
Spigelia hedyotidea är en tvåhjärtbladig växtart som beskrevs av A. Dc.. Spigelia hedyotidea ingår i släktet Spigelia och familjen Loganiaceae. Inga underarter finns listade i Catalogue of Life.